# Elènia de Xile
L'elènia de Xile (Elaenia chilensis) és un ocell de la família dels tirànids (Tyrannidae).

## Hàbitat i distribució
Habita garrigues, clars del bosc i praderies als Andes des del sud de Bolívia i nord-oest de Xile fins Terra del Foc.

## Taxonomia
Ha estat considerada una subespècie de l'elènia crestablanca (Elaenia albiceps). però avui es considera una espècie de ple dret.